# Ruhmeshalle
Als Ruhmeshalle bezeichnet man einen realen, häufiger aber auch einen nur fiktiven Denkmal-Raum, in dem die bedeutendsten Vertreter des jeweiligen Bereiches geehrt werden. Da das Phänomen besonders im angloamerikanischen Sprachraum populär wurde, sind die meisten von ihnen entsprechend als Hall of Fame in englischer Sprache benannt. Eine Wand zur Ehrung entsprechender Persönlichkeiten wird als Wall of Fame bezeichnet, ein Fußweg als Walk of Fame, ein Verzeichnis als Ehrenrolle.

## Liste von Ruhmeshallen

### Nationales Gedenken

#### Deutschland
- Barmer Ruhmeshalle (1900) – der deutschen Reichseinigung
- Befreiungshalle (1863) – den deutschen Soldaten der Befreiungskriege
- Oberlausitzer Ruhmeshalle (1902) – der deutschen Reichseinigung
- Ruhmeshalle Berlin (1891) – der Preußischen Armee und deutschen Reichseinigung
- Ruhmeshalle München (1853) – Persönlichkeiten mit Verdiensten um Bayern
- Walhalla (1842) – Persönlichkeiten deutscher Sprache

#### Frankreich
- Panthéon (Paris) (1791) – nationale Ruhmeshalle Frankreichs

#### Österreich
- Österreichische Völker- und Ruhmeshalle, nicht realisiert

#### Palau
- Palau Hall of Fame

#### USA
- Hall of Fame for Great Americans (1901) – Bedeutende Bürger der USA
- AHEPA Hall of Fame - Bedeutende Bürger griechischer Abstammung oder im Kontext der griechischen Kultur

### Kunst und Kultur
- Society of American Magicians Hall of Fame – Zauberkünstler

### Medien
- AIAS Hall of Fame – Entwickler und Designer auf dem Gebiet der Computer- und Videospiele
- Disneys Hall of Fame – Comicbuchreihe mit jeweiliger Widmung für herausragende Disney-Comiczeichner
- Radio Hall of Fame
- Hollywood Walk of Fame

### Musik
- American Jazz Hall of Fame
- Big Band and Jazz Hall of Fame
- Blues Hall of Fame – Blues
- Canadian Music Hall of Fame
- Country Music Hall of Fame – Country-Musik
- Dance Music Hall of Fame
- Gospel Music Hall of Fame
- Nashville Songwriters Hall of Fame – Komponisten und Texter von Country-Musik
- Rockabilly Hall of Fame
- Rock and Roll Hall of Fame
- San Francisco Rock and Roll Hall of Fame
- Songwriters Hall of Fame
- Texas Country Music Hall of Fame
- UK Music Hall of Fame
- Vocal Group Hall of Fame – Gesangsbands

### Pornografie
- Adult Video News Hall of Fame
- XRCO Hall of Fame

### Sport
- American Racing Hall of Fame – bedeutende Pferde und Personen des Galopprennsports der USA
- America’s Cup Hall of Fame – Segelregatta
- American Quarter Horse Hall of Fame and Museum – bedeutende Pferde und Personen, die zur Entwicklung des American Quarter Horse beigetragen haben.
- Archery Hall of Fame – US-amerikanischer Bogensport
- Badminton Hall of Fame – Badminton weltweit
- Baseball Hall of Fame – Baseball (nur Nordamerika)
- Bare Knuckle Boxing Hall of Fame - Bare-Knuckle-Boxen
- BEC Hall of Fame – Badminton in Europa
- Billiard Congress of America Hall of Fame – Billard
- British Cycling Hall of Fame – britischer Radsport
- Canada Soccer Hall of Fame – kanadischer Fußball
- Canadian Football Hall of Fame – Canadian Football
- Canadian Olympic Hall of Fame – kanadische Olympia-Sportler
- College Football Hall of Fame – College Football
- Eishockeymuseum – Eishockey Deutschland
- Ehrenportal des Niedersächsischen Sports – alle Sportarten und Persönlichkeiten des Sports in Niedersachsen und Bremen
- English Football Hall of Fame – englischer Fußball
- FIBA Hall of Fame – Basketball (Basketball der Nationalverbände)
- FILA International Wrestling Hall of Fame – Ringen
- Hall of Fame des deutschen Sports – Ruhmeshalle des deutschen Sports
- Hall of Fame des Italienischen Fußballs
- Harness Racing Museum & Hall of Fame – bedeutende Pferde und Personen des Trabrennsports der USA
- Hockey Hall of Fame – Eishockey Nordamerika und international
- IAAF Hall of Fame – Leichtathletik
- Indianapolis Motor Speedway Hall of Fame Museum – Motorsport
- International Boxing Hall of Fame – Profiboxen
- International Football Hall of Champions – Fußball international
- International Gymnastics Hall of Fame – Geräteturnen
- International Jewish Sports Hall of Fame – jüdische Sportler
- International Martial Arts Hall of Fame – Kampfsport
- International Motorsports Hall of Fame – internationaler Motorsport
- International Rugby Hall of Fame – Rugby Union
- International Swimming Hall of Fame – Schwimmen, Wasserball, Synchronschwimmen, Wasserspringen, Trainer und Förderer
- International Tennis Hall of Fame – Tennis
- ITTF Hall of Fame – Tischtennis
- Japan Football Hall of Fame – japanischer Fußball
- MotoGP Hall of Fame – Motorrad-Weltmeisterschaft
- Motorcycle Hall of Fame – Motorradsport
- Motorsports Hall of Fame of America – Motorsport
- Mountain Bike Hall of Fame – Mountainbikesport
- Naismith Memorial Basketball Hall of Fame – Basketball (weltweit)
- NASCAR Hall of Fame – Motorsport (nur NASCAR)
- National Collegiate Basketball Hall of Fame – Basketball (Nordamerika)
- National Italian American Sports Hall of Fame – italo-amerikanische Sportler
- National Museum of Polo and Hall of Fame – Polo
- National Soccer Hall of Fame – US-amerikanischer Fußball
- National Track and Field Hall of Fame – US-amerikanische Leichtathletik
- National Wrestling Hall of Fame – US-amerikanisches Ringen
- Poker Hall of Fame – Poker
- Pro Football Hall of Fame – American Football
- SFS Hall of Fame – schwedischer Fußball
- Snooker Hall of Fame – Snooker
- Sportens Hall of Fame – dänischer Sport
- Taekwondo Hall of Fame – ITF, WTF – Taekwondo
- United States Bicycling Hall of Fame – Radsport
- United States Olympic & Paralympic Hall of Fame – US-amerikanische Olympia- und Paralympics-Teilnehmer
- U.S. Ski and Snowboard Hall of Fame – US-amerikanischer Ski- und Snowboardsport
- USA Badminton Walk of Fame – US-amerikanisches Badminton
- US Chess Hall of Fame – Schach
- Volleyball Hall of Fame – Volleyball
- Women’s Basketball Hall of Fame – Basketball (weltweit)
- World Golf Hall of Fame – Golfsport
- World Squash Hall of Fame – Squash
- Yakyū Dendō – japanischer Baseball

#### Wrestling
- Professional Wrestling Hall of Fame and Museum
- WCW Hall of Fame
- WWE Hall of Fame

### Technik und Wissenschaft
- Hall of Fame der deutschen Forschung - Wissenschaftliche Leistungen
- National Inventors Hall of Fame – Erfinder in den USA
- Robot Hall of Fame – Reale und fiktionale Roboter
- International Space Hall of Fame im New Mexico Museum of Space History
- National Aviation Hall of Fame – Besondere Leistungen in der US-amerikanischen Luft- und Raumfahrttechnik
- Automotive Hall of Fame – Persönlichkeiten der Automobiltechnik
- Astronaut Hall of Fame – NASA-Astronauten
- Canada’s Aviation Hall of Fame

### Wirtschaft
- Hall of Fame (Manager Magazin) – Deutsche Ökonomen und Manager der Nachkriegszeit